# Dworek Marii Dąbrowskiej w Russowie
Dworek Marii Dąbrowskiej w Russowie – muzeum poświęcone Marii Dąbrowskiej, otwarte w 1971 roku w jej rodzinnym dworku w zabytkowym parku w Russowie, oddział Muzeum Okręgowego Ziemi Kaliskiej.

## Historia
Dworek nie był własnością rodziny Dąbrowskiej, a jedynie był zarządzany przez jej ojca, Józefa Szumskiego. Prawdziwi właściciele przebywali we Francji. Po śmierci pisarki powstał pomysł utworzenia muzeum. Po odbudowaniu dworku w 1971 roku otwarto Izbę Pamięci M. Dąbrowskiej. W 1979 roku placówka stała się oddziałem Muzeum Okręgowego Ziemi Kaliskiej.

## Ekspozycja
Zbiory muzeum obrazują pobyt Dąbrowskiej we wsi w latach 1889–1907 (rekonstrukcja pokoju pisarki, pokój ojca, Józefa Szumskiego, kuchnia dworska, salon, sypialnia) oraz jej związki z ziemią kaliską (fotografie, rękopisy, dokumenty osobiste).
Dworek i okalająca go wieś zostały zobrazowane przez pisarkę w powieści Noce i dnie, w zbiorach opowiadań Ludzie stamtąd, Uśmiech dzieciństwa oraz we wspomnieniach. W parku otaczającym dworek mieści się skansen etnograficzny.